# ال‌پی (خواننده)
ال‌پی (انگلیسی: LP؛ زادهٔ ۱۸ مارس ۱۹۸۱) خواننده-ترانه‌پرداز اهل ایالات متحده آمریکا است. وی از سال ۱۹۹۸ میلادی تاکنون مشغول فعالیت بوده‌است.
ال‌پی متولد لانگ آیلند از خانواده ای اصالتاً ایتالیایی است.ال‌پی آشکارا همجنسگرا است. وی در مصاحبه ای در سال ۲۰۱۶ داشت، گفت: «این مهم نیست که خود را به عنوان یک لزبین ثابت کنم. اما با این وجود دیده شدن مهم است. ما نیز مانند هر کس دیگری عادی هستیم.»
ال‌پی خود را از نظر جنسیت خنثی معرفی می‌کند و در مصاحبه ای بیان می‌کند: "من از ضمایر "او/she" و "او/her" عبور می‌کنم، اما صادقانه بگویم که آن را دوست ندارم. اما اصرار بر [استفاده] از ضمیر"آنها" بیش از حد مرا از زندگی ام دور می‌کند.
اما من به افرادی که این کار را انجام می‌دهند احترام می‌گذارم.»
ال پی یک استثنا در سبک خود به شمار می آید